# NGC 1715
NGC 1715 ist ein Emissionsnebel im Sternbild Dorado am Südsternhimmel. Das Objekt wurde am 2. November 1834 vom britischen Astronomen John Herschel entdeckt.